# 맥팔랜드 USA
맥팔랜드 USA(McFarland USA)는 미국에서 제작된 니키 카로 감독의 2015년 드라마 영화이다. 케빈 코스트너 등이 주연으로 출연하였다.

## 출연

### 주연
- 케빈 코스트너
- 마리아 벨로
- 카를로스 프라츠

### 조연
- 로미로 로드리게스
- 조니 오르티즈
- 라파엘 마르티네즈
- 헥터 듀란
- 다이아나 마리아 리바
- 모건 세일러
- 빈센트 마텔라
- 엘시 피셔
- 마리안 가벨로
- 캐서린 토리비오
- 다니엘 몬카다
- 첼시 렌든
- 바네사 마르티네즈
- 코너 베일
- 나탈리아 코르도바-버클리
- 잭키 디 크리스탈
- 벤 브레이
- 알렉스 맥니콜

## 제작진
- 프로듀서: 마크 치아르디
- 프로듀서: 고든 그레이
- 의상: 소피 카르보넬